# Grattacieli più alti d'Estonia
I grattacieli più alti dell'Estonia più alti di 70m.

## Edifici Completati
| posizione | Nome                       | immagine | Città   | Altezza          | Piani | Anno | Note |
| --------- | -------------------------- | -------- | ------- | ---------------- | ----- | ---- | ---- |
| 1         | Swissotel Tallinn          |          | Tallinn | 117 m (384 ft)   | 30    | 2007 |      |
| 2         | Tornimäe Business Centre   |          | Tallinn | 117 m (384 ft)   | 30    | 2006 |      |
| 3         | Radisson Blu Hotel Tallinn |          | Tallinn | 103 m (338 ft)   | 25    | 2005 |      |
| 4         | SEB main building          |          | Tallinn | 94 m (308 ft)    | 24    | 1999 |      |
| 5         | Tigutorn                   |          | Tartu   | 89,92 m (295 ft) | 23    | 2008 |      |
| 6         | Radisson Blu Hotel Olympia |          | Tallinn | 84 m (276 ft)    | 28    | 1980 |      |
| 7         | City Plaza                 |          | Tallinn | 78 m (256 ft)    | 23    | 2004 |      |
| 8         | Sokos Hotel Viru           |          | Tallinn | 74 m (243 ft)    | 23    | 1972 |      |
| 9         | Maakri Maja                |          | Tallinn | 72 m (236 ft)    | 20    | 2003 |      |